# ヘルムート・テーオドール・ボッセルト
ヘルムート・テーオドール・ボッセルト（Helmuth Theodor Bossert、1889年9月11日 - 1961年2月5日）は、ドイツの歴史学者、文献学者、考古学者。トルコのカラテペでヒッタイトの城塞を発掘し、2言語碑文を発見したことでアナトリア象形文字の解読につながったことによって特に知られる。

## ドイツ時代
ボッセルトは1889年9月11日にドイツ帝国のランダウに生まれた。ハイデルベルク大学、ストラスブール大学、ミュンヘン大学、フライブルク大学で美術史、歴史学、考古学、ドイツ学を学んだ。1913年に論文「ティロルのシュテルツィングの“我等が聖母”小教区教会の元の高祭壇」(Der ehemalige Hochaltar in Unserer Lieben Frauen Pfarrkirche zu Sterzing in Tirol)によってフライブルク大学の博士の学位を取得した。その後、フライブルク図書館の助手としての仕事を開始した。
第一次世界大戦ではドイツ軍に従軍した。戦後、ボッセルトはベルリンのエルンスト・ヴァスムート出版社に職を見つけ、講師およびさまざまな時代と民族に関する民族学の書物の著書として働いた。1929年の世界恐慌で出版社が損害を受け、ボッセルトは職を失った。1930年に第一次世界大戦の成果の評論書『西部の戦友』(Kamerad im Westen)を出版し、ベストセラーになった。1931年には『前線後の無防備』(Wehrlos hinter der Front)を出版した。1919年から1934年までにボッセルトは古代クレタ文明からヨーロッパの民芸に至るさまざまな主題に関して15冊ほどの書物を書いた。
印税によって収入の不安がなくなったボッセルトは、1930年からヒッタイト象形文字の研究に打ちこみ、急速にクレタとヒッタイトの象形文字の解読のエキスパートになった。そのため、ドイツ科学緊急協会(NG)によって1933年にトルコに研究のため派遣された。

## トルコ時代

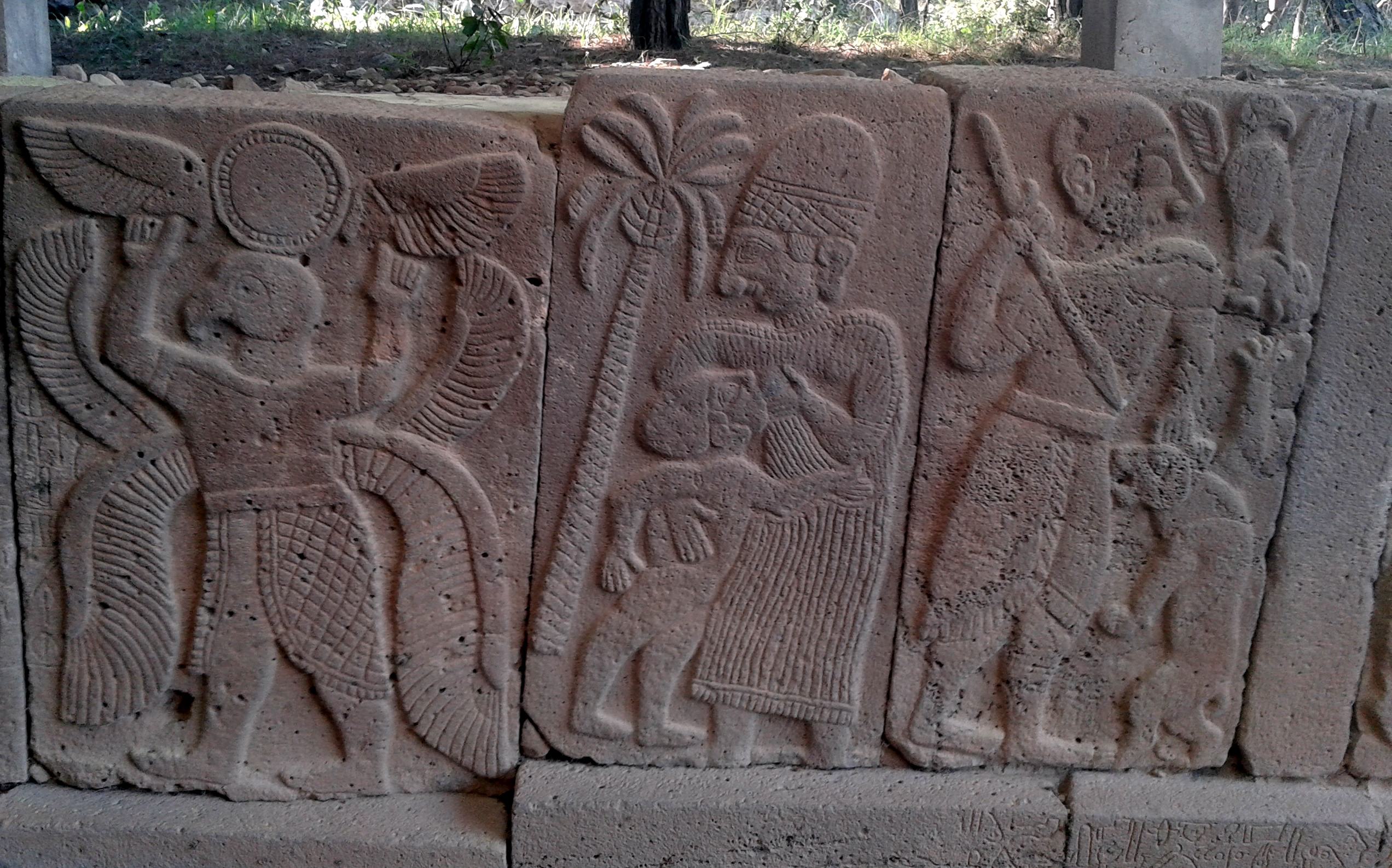
カラテペ・アスランタシュ屋外博物館の後期ヒッタイトの石刻レリーフ

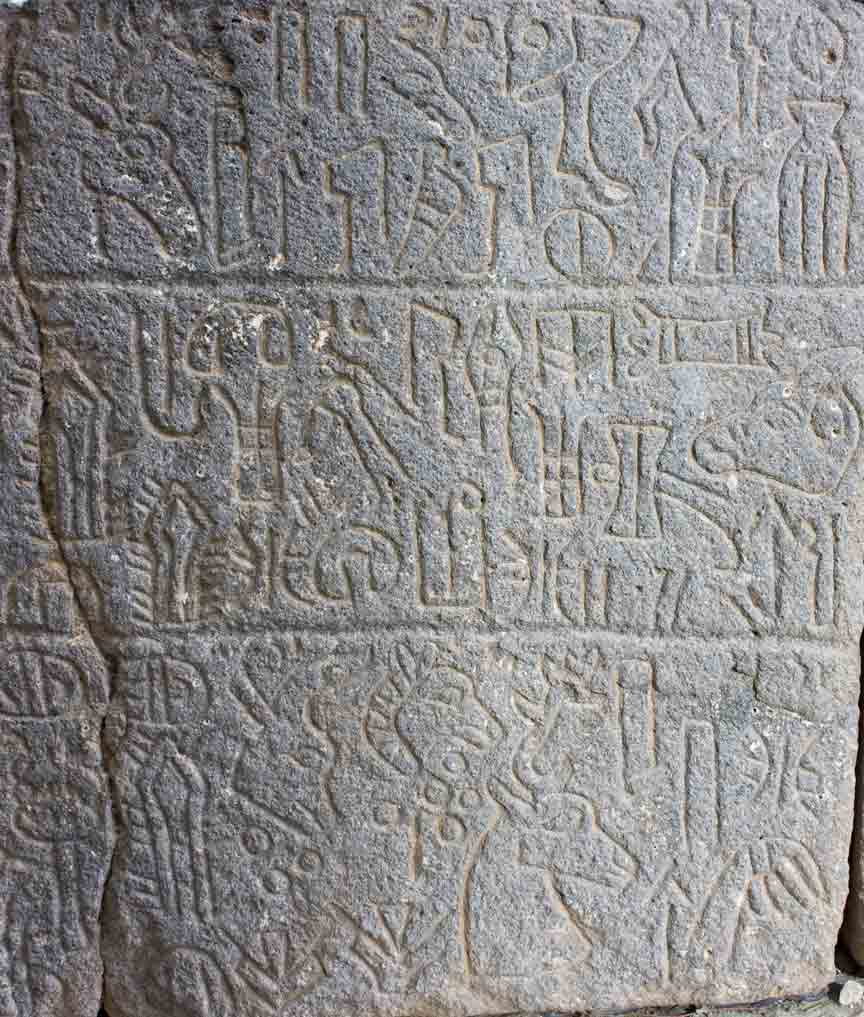
カラテペ・アスランタシュ屋外博物館のアナトリア象形文字

トルコへの旅行の主な目的は、ドイツのクルト・ビッテル率いるハットゥシャ（かつてのボアズキョイ、現ボアズカレ）の発掘に参加することにあった。ハットゥシャはヒッタイト（紀元前1600-1178年）の首都だった。
トルコ滞在中、ボッセルトはイスタンブル大学の古代小アジア諸言語と美術の教授に任命された。ボッセルトはヒッタイト遺跡から出土した遺物に関する学術的出版物を出版した。第二次世界大戦の勃発により、1939年から1946年の間は科学的調査はほぼ停止した。
1946年以降、ボッセルトはトルコの考古学者であるバハドゥル・アルクムおよびハレット・チャンベルとともに南トルコのカラテペのヒッタイト遺跡を発見した。この遺跡で発見されたフェニキア語との2言語碑文がヒッタイト象形文字（現在の理解ではルウィ象形文字またはアナトリア象形文字と呼ばれる）の解読に寄与した。
1947年にトルコの市民権を取得し、トルコ女性のヒュルミュズと再婚した。1925年に最初の妻との間に生まれた娘のエヴァ＝マリアも考古学者で、ボッセルトやチャンベルのもとで1956年までトルコで発掘を行った。
1954年、ボッセルトは『小アジア調査年鑑』(Jahrbuch für Kleinasiatische Forschung)の出版を開始し、3年間続いた。1955年以降、南トルコのモプスエスティアで何度か考古学的発掘を行った。
1959年、名誉教授になった。フライブルク大学の名誉教授に任命されたが、イスタンブルに留まった。ボッセルトは1961年2月5日にイスタンブルで没した。

## 著書
ボッセルトは34冊の著書と107本の論文を公刊した。以下はその一部である。
- Der ehemalige Hochaltar in Unserer Lieben Frauen Pfarrkirche zu Sterzing in Tirol, Innsbruck 1914（博士論文）
- Das Ornamentwerk. Eine Sammlung angewandter farbigen Ornamente und Dekorationen. Unter besonderer Berücksichtigung der weniger bekannten Kulturen für den praktischen Gebrauch, Wasmuth, Berlin 1924
- Volkskunst in Europa. Nahezu 2100 Beispiele unter besonderer Berücksichtigung der Ornamentik auf 132 Tafeln, darunter 100 in mehrfarbiger originalgetreuer Wiedergabe, Wasmuth, Berlin 1926
- Geschichte des Kunstgewerbes aller Zeiten und Völker, 6 Bände, Wasmuth, Berlin 1928–1935
- Kamerad im Westen, 1930
- Wehrlos hinter der Front, 1931
- Šantaš und Kupapa. Neue Beiträge zur Entzifferung der kretischen und hethitischen Bilderhandschrift, 1932（シャンタシュとクパパ。この論文でヒッタイト象形文字の年代的変化の決定を試み、また従来の解読を訂正した[3]）
- Altanatolien, 1942（古代アナトリア）
- Die Ausgrabungen auf dem Karatepe (Erster Vorbericht) – Karatepe Kazilari. Birinci ön-rapor, Ankara 1950（カラテペの発掘（初期報告））
- Altsyrien. Kunst und Handwerk in Cypern, Syrien, Palästina, Transjordanien und Arabien von den Anfängen bis zum völligen Aufgehen in der griechisch-römischen Kultur, 1951（古代シリア）